# Sexualidade feminina estendida
Sexualidade feminina estendida é quando a fêmea de uma espécie copula ou busca companheiros quando estão inférteis. Na maioria das espécies, a fêmea só se envolve em cópulas, quando ela está fértil. No entanto, a sexualidade estendida tem sido documentada em primatas do velho mundo, aves e alguns insetos (como Shilphidae). A sexualidade estendida é mais proeminente em humanos nas mulheres, que não apresentam nenhuma alteração significativa na taxa sexo ao longo do ciclo ovariano. Embora este comportamento incorre em custos para as fêmeas, tais como a energia e tempo, muitos pesquisadores têm proposto razões para a sua existência. Estas hipóteses incluem o auxílio masculino, e propõe que as mulheres, ganham benefícios não-genéticos (tais como comida e abrigo) em troca de acesso sexual. Em outra hipótese Spuhler sugere que o comportamento pode ter surgido como um efeito incidental de glândulas supra-renais maiores presentes nos humanos.

A imagem mostra o ciclo menstrual, para um ser humano (a partir do primeiro dia do ciclo, e terminando no último dia do ciclo). Autor:Vargklo

## Ocorrência

### Em não-humanos
Apesar de não ser encontrada em todos os organismos, os pesquisadores identificaram relações sexuais padrões em certos animais que refletem a sexualidade feminina estendida, como em alguns primatas do velho mundo, aves e insetos.  Dentro de primatas, a investigação tem consistentemente encontrado evidências de sexualidade feminina estendida nas fêmeas dos macacos rhesus e dos chimpanzés. Ambos estes primatas tem companheiros em todas as fases do ciclo ovariano, com apenas um ligeiro aumento na receptividade sexual durante o período fértil, e diminui durante a menstruação.

### Em seres humanos
Nos humanos, as mulheres são consideradas apresentando o maior grau de extensão de sexualidade , com as mulheres apresentando uma taxa de  receptividade para relações sexuais constante ao longo de todas as fases férteis e inférteis do ciclo reprodutivo, incluindo durante a gravidez, a lactação, e na adolescência. Em um estudo feito com 20.000 mulheres de 13 países, a frequência de cópula teria sido o mesmo em todas as fases do ciclo ovariano. A única notável queda no comportamento sexual ocorria durante a menstruação.

## Explicações

### A hipótese do auxílio masculino
Acasalamento fora da janela fértil de seu ciclo ovariano poderão incorrer em custos consideráveis para as mulheres, tais como tempo e consumo de energia. Para compensar esses custos, esta hipótese argumenta que as fêmeas apresentam a sexualidade estendida para obter recursos dos machos. Estes recursos variam entre as espécies, mas pode incluir a alimentação, a aliança social, e a proteção da mulher e de sua prole. Por exemplo, entre o povo Trobriand, os homens dão às mulheres presentes em troca de acesso sexual. a Partir desta hipótese, três previsões podem ser feitas.

#### Prestação de recursos masculinos não genéticos
Em primeiro lugar, em espécies que demonstram a sexualidade feminina estendida, deve haver evidência de que os machos fornecem recursos não genéticos para as fêmeas. Esta previsão é suportado em uma variedade de animais, com as revisões revelam que o auxílio masculino (como alimentos ou proteção), é fornecido por certos mamíferos e comunitariamente por aves nidificantes em troca de acasalamento fora do período conceptivo. Por exemplo, a melros que solicitam acasalamento fora do período fértil aumentaram a proteção de seus parceiros. Isso aumenta também a proteção contra doenças sexualmente transmissíveis e garante a prestação de outros benefícios materiais. Em uma investigação de primatas que apresentam  sexualidade feminina estendida, observou-se que as fêmeas que se envolvem em sexualidade estendida beneficiaram com o aumento da prole, a proteção e o cuidado paterno dos machos.

#### Aumento do sucesso reprodutivo
Em segundo lugar, a fim de compensar os custos acima mencionados, o acasalamento durante as fases inférteis deve aumentar o sucesso reprodutivo das fêmeas, aumentando o número de descendentes produzidos. Pesquisas atuais tem apenas investigado este fator indiretamente, e tem sido predominantemente investigado em insetos.

#### Mudança de preferências para determinados companheiros e de comportamento durante o ciclo ovariano
A previsão final da hipótese da assistência do macho tem sido extensivamente investigado. Ele prevê que as fêmeas exibem diferentes  preferências de companheiros durante as fases férteis e não férteis. Especificamente, quando fértil, as fêmeas serão sensíveis aos indicadores de alta qualidade genética para aumentar a qualidade genética de seus descendentes. por outro lado, fora do período fértil, as fêmeas vão mostrar uma preferência para os machos que podem fornecer recursos para ela e sua prole..

#### A hipótese de formação
Outra hipótese, alegando que a sexualidade feminina evoluiu para benefício da concepção. Tem sido demonstrado que que o sistema imunológico das mulheres pode atacar antígenos encontrados no esperma. Isto pode reduzir a probabilidade de concepção, de modo a reduzir o sucesso reprodutivo . No entanto, a exposição continua aos antígenos do esperma pode diminuir a resposta imune e aumentar as chances de sucesso concepção e nidação. por conseguinte, os machos podem ter evoluído para treinar e 'condição' do sistemas imunológico feminino copulando com as fêmeas durante períodos inférteis, a fim de reduzir a probabilidade de o seu sistema imunitário  reagir contra os antígenos do esperma. os casais que tinham usado  preservativo, antes de tentar engravidar eram mais propensos a sofrer complicações, como pré-eclâmpsia durante a gravidez como resultado do sistema imunológico não ter nenhuma exposição anterior aos antígenos do esperma. Em não-humanos, uma maior frequência de cópula em grilos tem sido mostrado para reduzir a resposta imune para o esperma.

### A hipótese de Spuhler
A hipótese de Spuhler sugere que a sexualidade feminina evoluiu como um produto de uma adaptação nas mulheres que aumenta os níveis de hormônios adrenais. propondo que a secreção de níveis mais elevados de hormônios supra-renais foram inicialmente, uma adaptação evolutiva a fim de aumentar a resistência para caminhar ou correr. Esta hipótese sugere que a glândulas supra-renais maiores podem ter contribuído para o desenvolvimento da sexualidade feminina estendida por elas também serem a principal fonte de hormônios que estimulam o 'libido ', e que por essa razão aumentam o desejo sexual das mulheres. Assim, segundo esta hipótese  a sexualidade estendida feminina tem pouco a ver com o comportamento sexual, ou a vantagem evolutiva, mas é apenas um subproduto de hormônios. no entanto, esta hipótese não conta se aplica a sexualidade feminina em invertebrados. Além disso Spuhler destacou a existência de uma maior tireoide e glândulas supra-renais em humanos comparado com outros primatas.